# فرانسوا ثيبود
فرانسوا ثيبود (1906 – 25 نوفمبر 1997) هو مبارز بالسيف سويسري راحل، مثّل بلاده في الألعاب الأولمبية الصيفية 1948.

## روابط خارجية
فرانسوا ثيبود على موقع أوليمبيديا (الإنجليزية)